# صموئيل مارشال بيري
صموئيل مارشال بيري (بالإنجليزية: Samuel Marshall Perry)‏ هو سياسي أمريكي، ولد في 12 مايو 1836 في مقاطعة فينانغو في الولايات المتحدة، وتوفي في 21 يوليو 1898.